# Philip George
Pour les articles homonymes, voir George.
 (juin 2017).
Philip George, né le 13 juin 1993 à Nottingham est un disc jockey et producteur de musique britannique. Il est principalement connu pour son single Wish You Were Mine sorti en 2014 qui a notamment atteint la 2ème place des classements musicaux aux Royaume-Uni.

## Carrière
Le 28 décembre 2014, Philip George sort son single Wish You Were Mine, le single est un sample du titre My Cherie Amour de Stevie Wonder sorti en 1969. Le 4 janvier 2015, le single atteint la deuxième place des charts aux Royaume-Uni. Le 2 octobre 2015, Philip George sont un nouveau single qui rentre dans le Top 5 britannique à la 4ème place.

## Discographie

### Single
| Single                                                                           | Année | Meilleure positions | Meilleure positions | Meilleure positions | Meilleure positions | Meilleure positions | Meilleure positions | Meilleure positions | Meilleure positions | Certifications                | Album             |
| Single                                                                           | Année | R-U                 | AUS                 | AUT                 | BEL (FL)            | FRA                 | ALL                 | IRL                 | SUI                 | Certifications                | Album             |
| -------------------------------------------------------------------------------- | ----- | ------------------- | ------------------- | ------------------- | ------------------- | ------------------- | ------------------- | ------------------- | ------------------- | ----------------------------- | ----------------- |
| Wish You Were Mine                                                               | 2014  | 2                   | 20                  | 16                  | 47                  | 67                  | 6                   | 8                   | 37                  | - BVMI: Or - BPI: 2 × Platine | Non-album singles |
| Alone No More (avec Anton Powers)                                                | 2015  | 4                   | —                   | —                   | —                   | —                   | —                   | —                   | —                   | - BPI: Platine                | Non-album singles |
| Feel This Way (avec Dragonette)                                                  | 2016  | —                   | —                   | —                   | —                   | —                   | —                   | —                   | —                   |                               | Non-album singles |
| Losing My Mind (avec Saint Raymond)                                              | 2017  | —                   | —                   | —                   | —                   | —                   | —                   | —                   | —                   |                               | Non-album singles |
| Same Love (avec Salena Mastroianni)                                              | 2020  | —                   | —                   | —                   | —                   | —                   | —                   | —                   | —                   |                               | Non-album singles |
| Voodoo (avec Truth Be Told et Hannah Boleyn)                                     | 2021  | —                   | —                   | —                   | —                   | —                   | —                   | —                   | —                   |                               | Non-album singles |
| "—" signifie que la musique ne s'est pas classé ou n'est pas sorti dans ce pays. |       |                     |                     |                     |                     |                     |                     |                     |                     |                               |                   |